# Острів Врангеля
О́стрів Вра́нгеля (рос. О́стров Вра́нгеля; чук. Умӄиԓир; англ. Wrangel Island) — арктичний острів на північно-східній околиці Євразії на континентальному шельфі в Північному Льодовитому океані між Східносибірським й Чукотським морями, знаходиться на стику Західної та Східної півкуль і розділяється 180-м меридіаном на дві частини. Острів відділений від материка (північне узбережжя Чукотки) протокою Лонга шириною в його найвужчій частині близько 125 км[⇨]. Політико-адміністративно належить до Іультинського району Чукотського автономного округу Росії[⇨]. Площа острова ~7300 км². Рельєф острова в центральній частині гористий, в інших — перехідний від височинного до низовинного. Скелясті береги переважно в південній частині, на півночі — низовинні лагунні. Навища точка — гора Радянська (1096 м)[⇨]. Клімат полярний, влітку в окремих районах сніг не тане. Відчутно пом'якшуючий вплив Тихого океану[⇨]. У північній частині болотно-тундрові, у південній — гірські кам'янисті ґрунти. Острів вкриває тундрова рослинність[⇨]. З тварин водяться песці, білі ведмеді, тюлені, моржі. Влітку на скелястих пташиних базарах і тундрових болотах багато птахів[⇨]. Острів входить до складу однойменного заповідника і є об'єктом всесвітньої спадщини ЮНЕСКО[⇨]. Свою назву одержав на честь російського мореплавця й полярного дослідника Фердинанда Врангеля[⇨].

## Географія

### Географічне положення
Острів Врангеля лежить між 70° і 71° паралелями північної широти; 178° східної і 177° меридіаном західної довготи, в Північному Льодовитому океані, в арктичному секторі континентального шельфу Євразії, на межі Східносибірського й Чукотського морів. Від материка (мис Янкана) відокремлюється неглибокою широкою (125 км) протокою Лонга.

### Геологія
Острів лежить на арктичній частині материкового шельфу Євразії, найбільші глибини навколишніх вод — 57 м (на південний схід від острова). Острів складений гранітами й глинистими сланцями.
Донні осади навколо острова представлені пісками та алевритами.

### Рельєф
Площа острова становить приблизно 7300 км². Рельєф острова в центральній частині гористий, в інших — перехідний від височинного до низовинного. Скелясті береги переважно в південній частині, на півночі — низовинні лагунні. Навища точка — гора Радянська (1096 м).
У рельєфі острова виділяється підвищена центральна частина, на північ від якої лежить широка низовина Тундра Академій із сильно розвиненими явищами термокарсту; на південь — вузькі прибережні низовини. Центральну гористу частину розділяє долина річки Мамонтова на більш низьку західну й більш високу східну.
У західному масиві гористої центральної частини виділяють Безименні гори (гора Нанус, 606 м) на півночі та Євстифеєва (Матюшкіна, 661 м) на півдні, розділені долиною річки Гусина. Далеко на північ поблизу узбережжя окремо виситься гора Малий Дрем-Гед (380 м). На схід від Безименних гір, на правому березі річки Мамонтова, підноситься високий масив — Мамонтові гори (Мамонтова, 849 м). На західному узбережжі Західне плато (пік Береговий, 637 м), яке від гір Євстифеєва відділяє долина річки Неожидана. На південь від цих гір невисоке Південне пасмо пагорбів (269 м) змушує текти річку Мамонтову на захід паралельно південному узбережжю.
Найвища частина острова обмежена долинами річок Мамонтова (на заході) й Клер (на сході). Центральні гори з рядом вершин (Радянська, 1096 м; Три Товариша, 814 м; Інкалі, 718 м; Наша, 575 м) лежать вглибині острова, на північ від долини річки Наша, що відокремлює їх від південного прибережного пасма Сомнітєльних гір (гора Білоусова, 620 м) та Мінеєва (Висока, 1007 м). На південно-східному узбережжі, між гирлами річок Наша та Клер, лежать скелясті висоти Гаваї (241 м).
На півночі центральний підвищений масив переходить в Північні гори з рядом поодиноких вершин, що висяться серед тундри (Перша, 503 м; Кит, 417 м; Тундрова, 394 м). На північному сході — Східне плато (440 м) з рядом окремих вершин (Кругла, 304 м; Ведмежа, 358 м), що слугують своєрідними ориєнтирами. Через плато ведуть ряд перевалів, Нокко (141 м) на заході й Ведмежий (83 м) на сході.

#### Узбережжя
Острів Врангеля омивається водами Східносибірського моря на заході й Чукотського на сході. Кордон між морями проходить від мису Еванс на півночі до мису Блоссом на півдні. На півночі й півдні льодові урвисті береги оторочують довгі низовинні акумулятивні коси, що відокремлюють прибережні лагуни. Південно-західні й східні береги, а також береги острова Геральд — абразійні. На північному узбережжі із заходу на схід лагуни Нанауна, Дрем-Гед, Муштакова, Вульфсона та Таяна оточують піщані коси Дрем-Гед, Муштакова, Чичерина, Андріанова і Бруч. На півночі мілководну бухту Песцову прикриває острів Находка. На півдні великі затоки Південна й Красин, ряд лагун (із заходу на схід): Вайгач, Предательська, Попопва, Базова, Сомнительна, Давидова та Роджерс. На сході: затоки Дублицького й Драгі.
На півночі виразний мис Еванс поблизу входу до бухти Песцової. На південному заході миси (з півночі на південь): Флоренс (у гирлі річки Гусина), Пташиний Базар, Західний, Блоссом. На південному сході миси (з півночі на південь): Літке та Верінг (по боках бухти Драгі), Піллар, Більшовик, Корвін (у гирлі річки Клер), Гаваї.

Узбережжя острова Врангеля
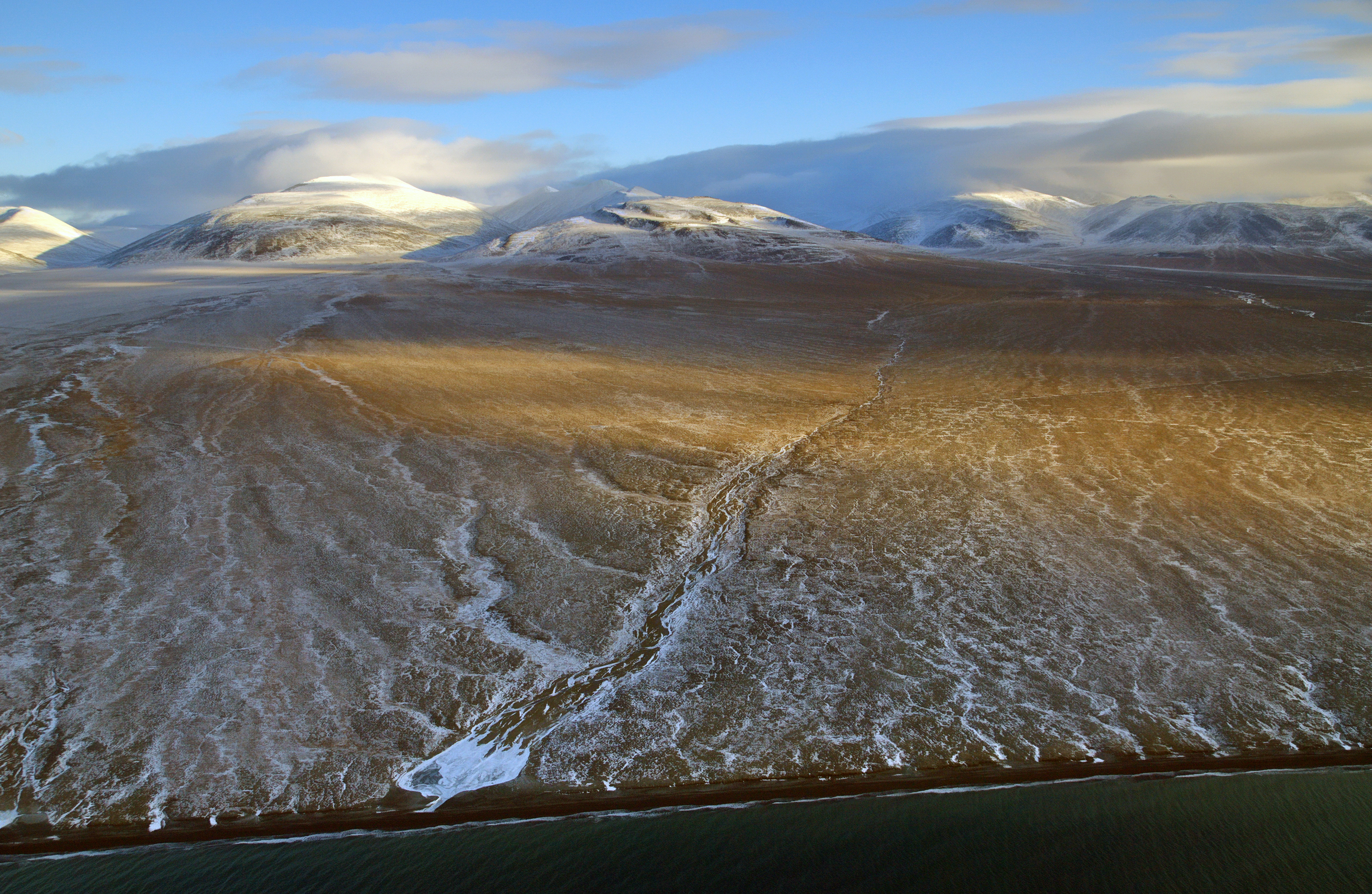
border
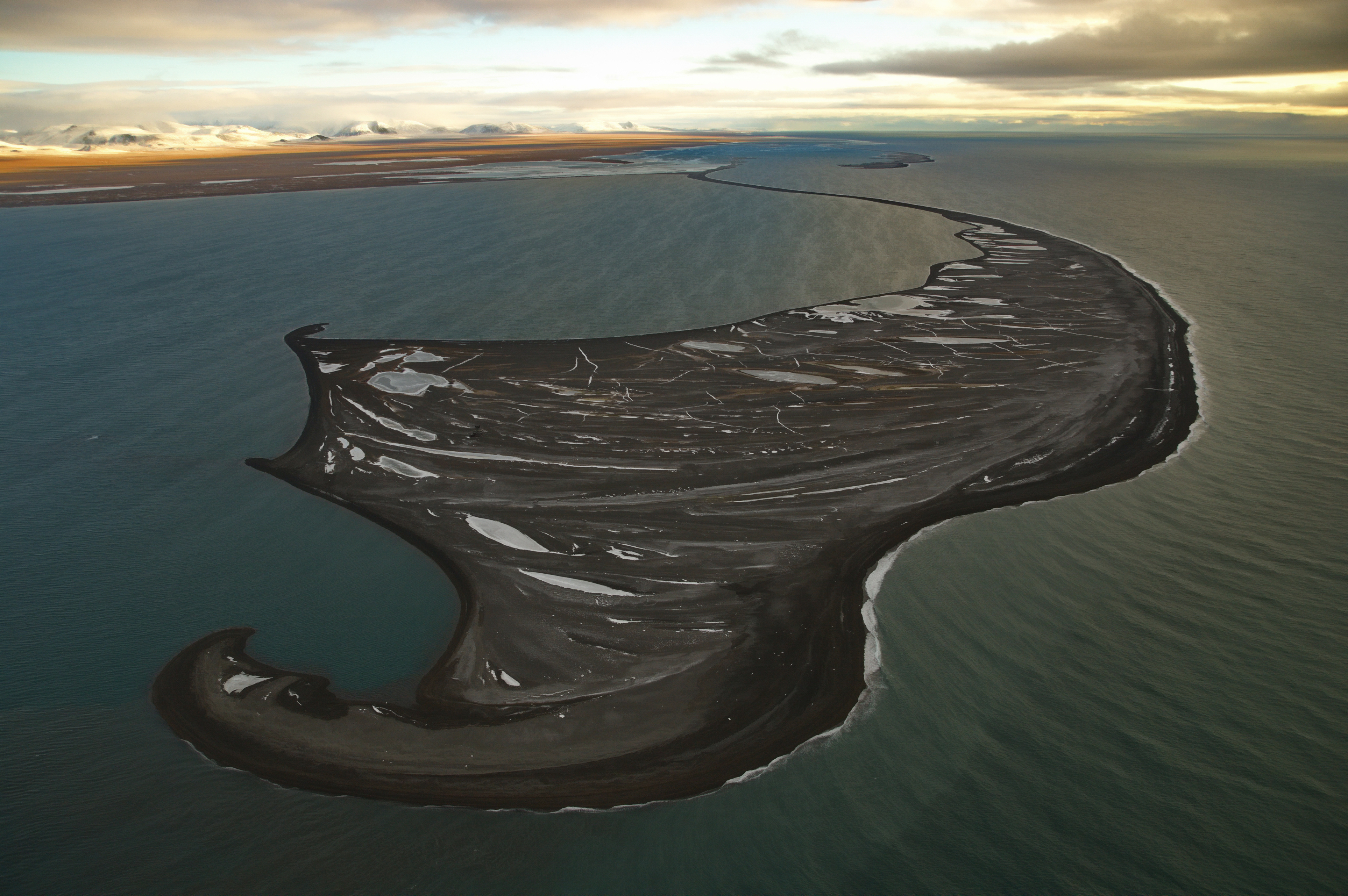
border
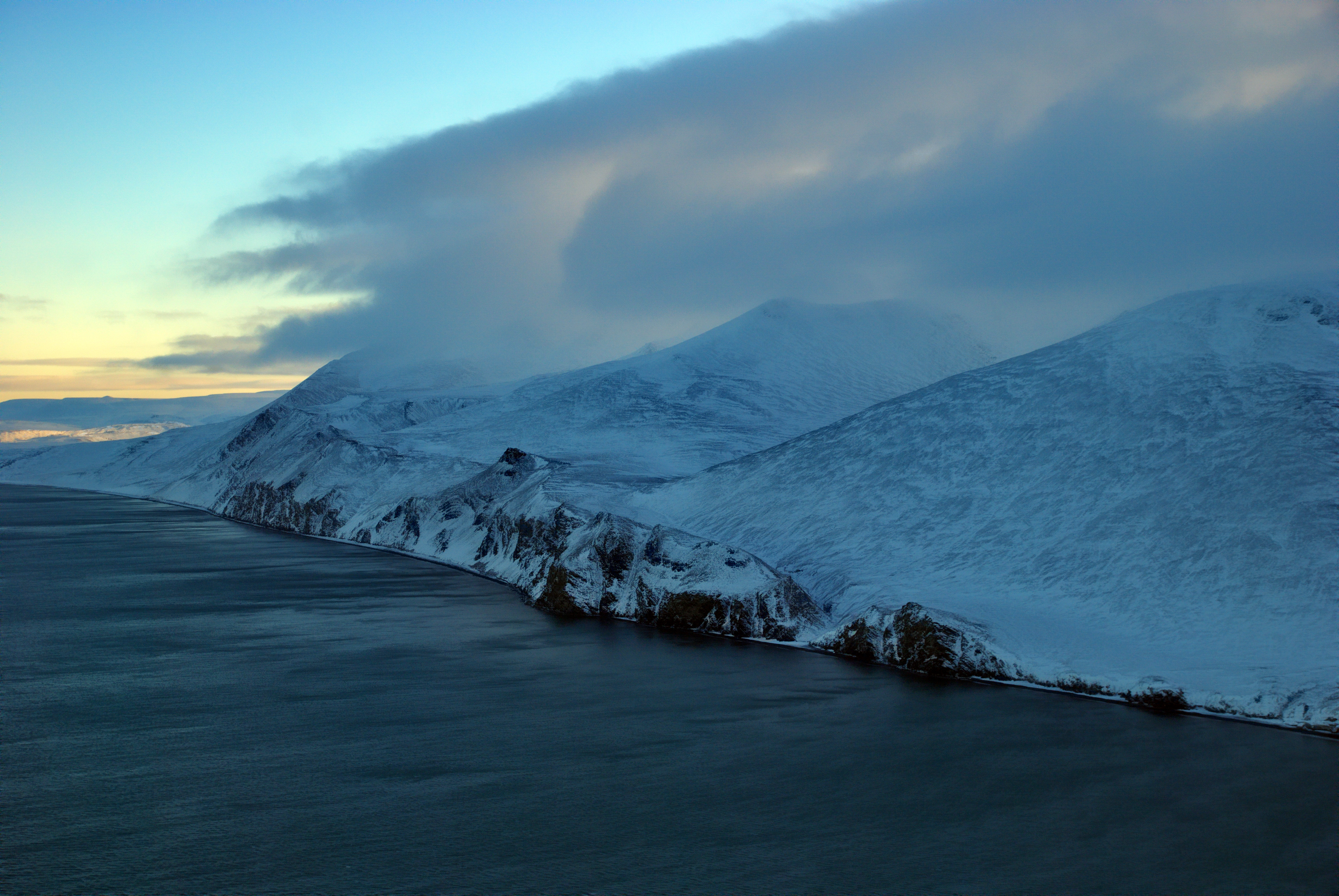
border
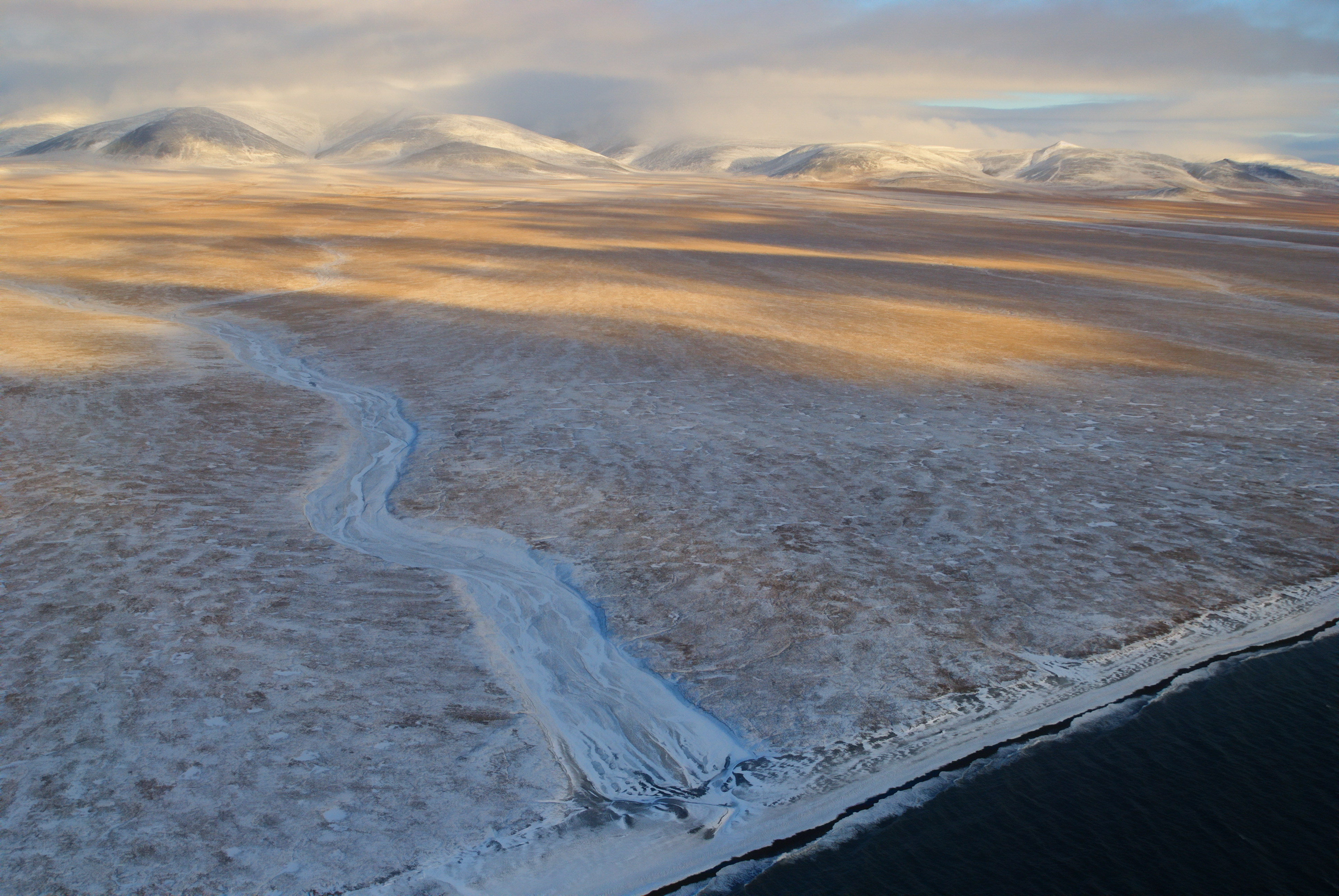
border
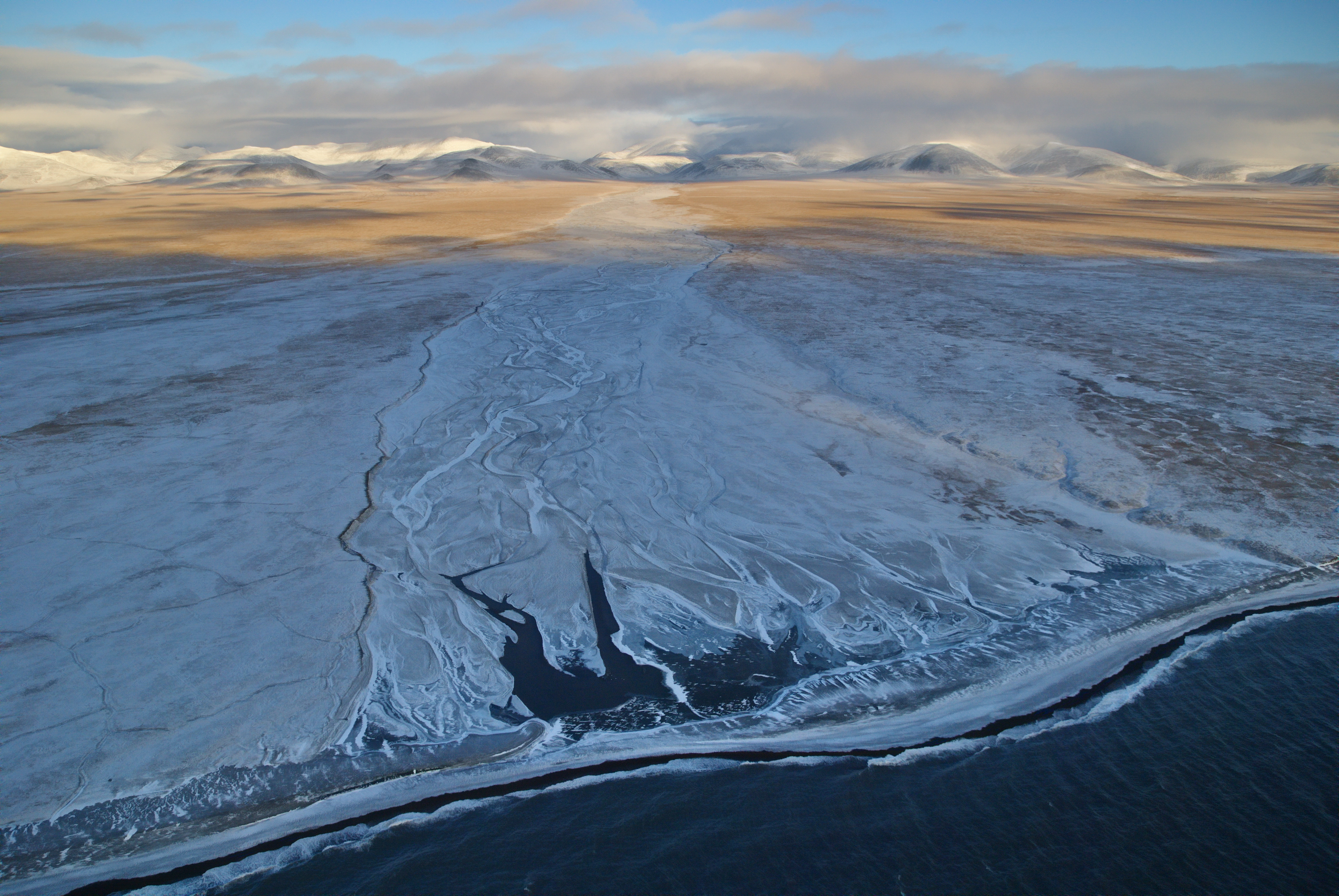
border
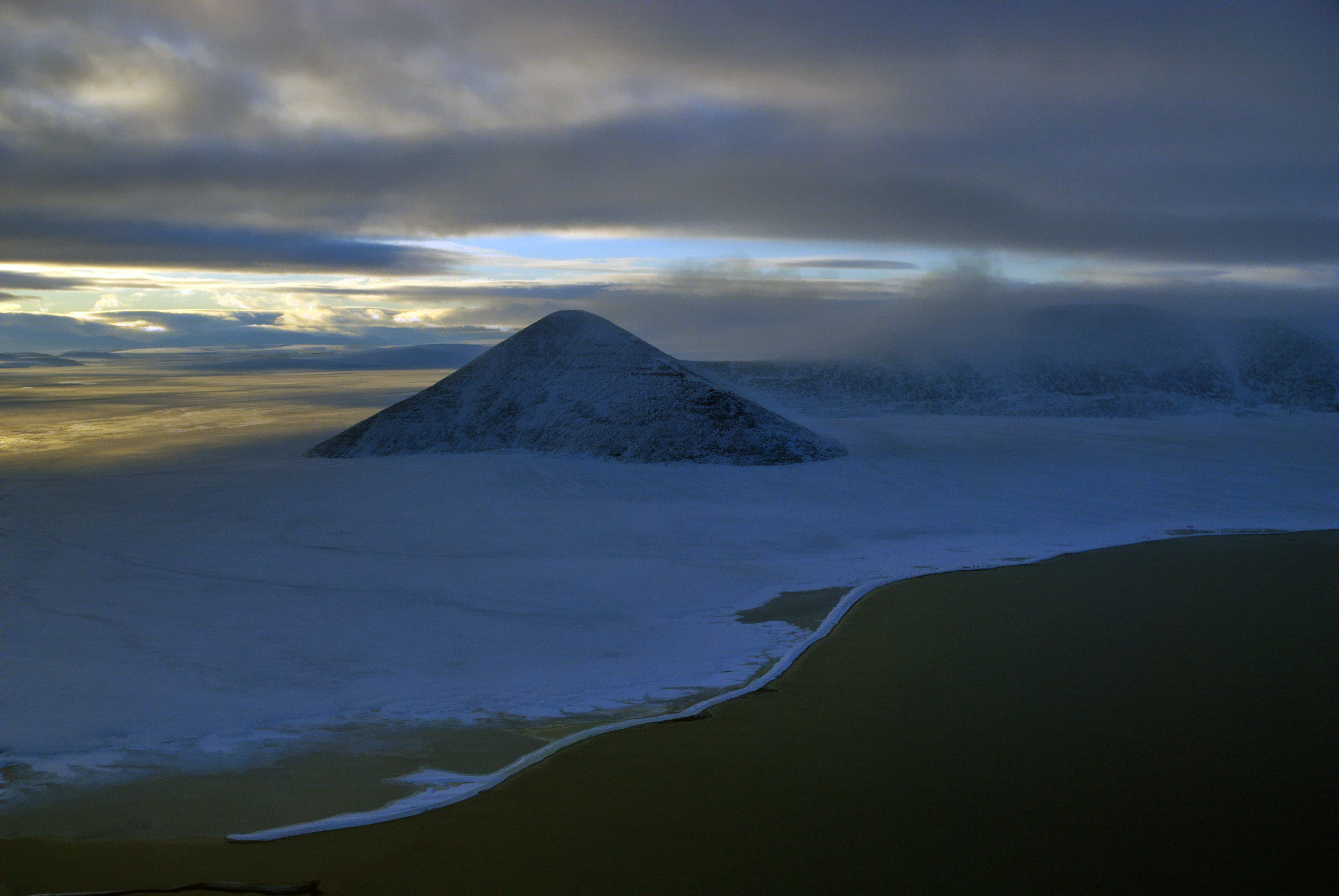
border
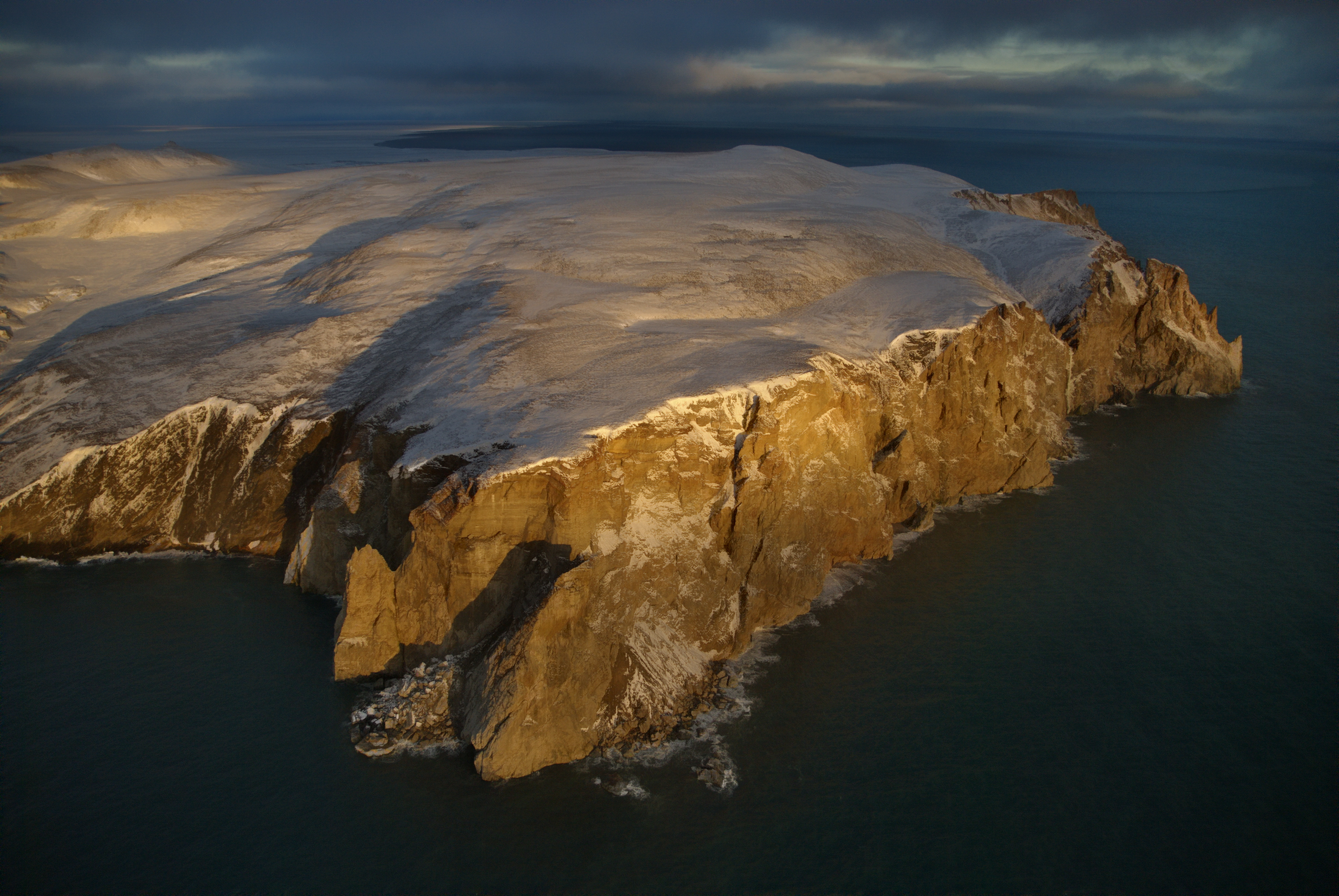
border
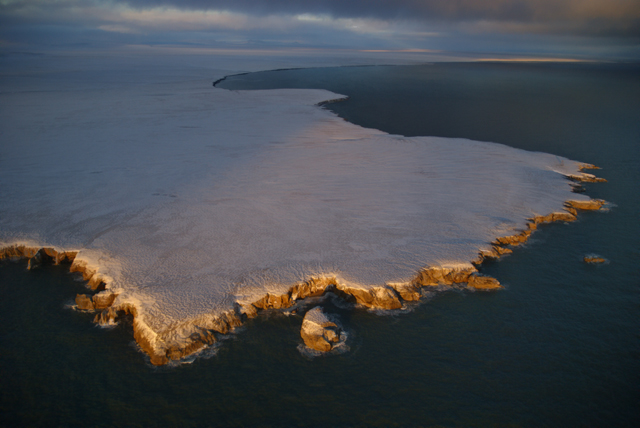
border

Для берегів острова характерні півдобові припливи висотою до 60 см.

### Клімат

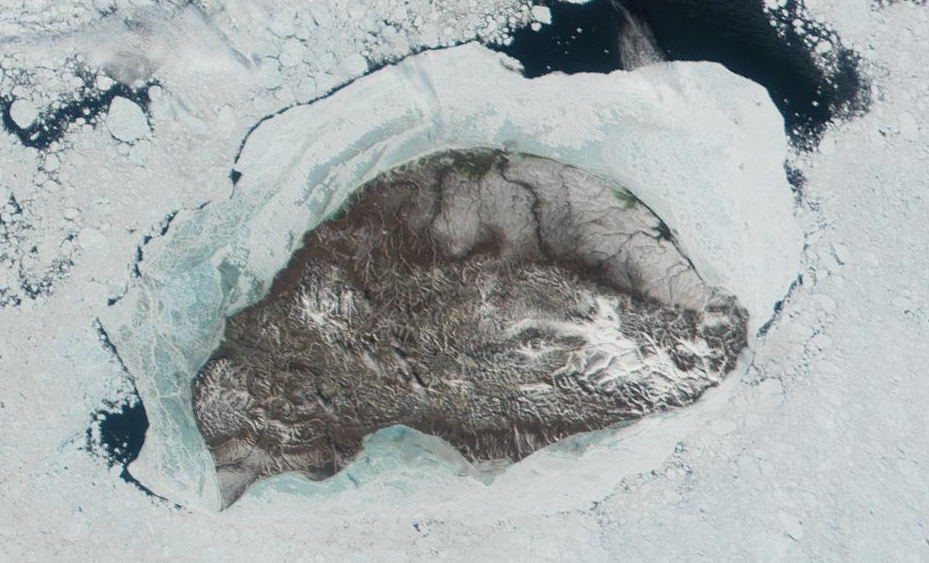
Острів Врангеля — знімок з космосу

Острів лежить у тихоокеанській області арктичного кліматичного поясу. Взимку область знаходиться під дією циклонічної циркуляції, через що погода нестійка, з більш високими температурами повітря, силами вітрів (часті шторми), хмарністю (не менше 5 балів влітку й 9 взимку) та кількістю атмосферних опадів (200—250 мм на рік) ніж у сусідніх арктичних регіонах. Сильний вплив повітряних мас з Тихого океану. Сильні північні й північно-східні вітри. Середні температури повітря взимку -20..-22 °C, з сильними добовими коливаннями. Середні температури повітря влітку -1..+7 °C. Амплітуда річних коливань температури повітря поблизу поверхні води становить 26..28 °C. Влітку в окремих районах сніг не тане.
Тривалість сонячного сяйва — 1200 годин на рік.
Середня солоність поверхневих навколишніх вод 31,5-32,5 ‰ взимку, 29,0-30,0 ‰ влітку. Середня температура поверхневих вод взимку -1,7..-1,8 °C, влітку -1,0..+1,0 °C. Води Чукотського моря тепліші за води Східносибірського, тут відчувається зігріваючий вплив тихоокеанських вод, що потрапляють з Берингового моря через однойменну протоку. Циркуляція навколишніх вод циклонічна. Тривалі вітри відганяють морський лід від узбережжя Аляски, утворюючи Аляскинську ополонку в Чукотському морі й Врангелівський льодовий масив. Останній звідси починає свій багаторічний дрейф через Північний полюс до Атлантичного океану.

### Внутрішні води

#### Річки
Річкова мережа північної низовинної частини острова представлена меандруючими річками, що беруть свій початок на північних схилах Центральних гір, або набагато північніше, в рівнинній частині, й несуть свої води до північного узбережжя. Серед яких найбільші (із заходу на схід): Туманний (з лівою притокою Ведмежа), Тундрова (з лівою притокою Лемінгова); Невідома, Кит, Песцова, Красний Флаг з лівою притокою Рівнинна (впадають до бухти Песцової); Гідрографів; Коса (впадає до лагуни Вульфсона); Насхок (притоки Гнила, Північний, Правий і Лівий Насхок), Шумна та Маршрутна (впадають до лагуни Таяна).
Найбільші річки південного сходу: Клер, що бере початок на північних схилах Центральних гір й впадає до Чукотського моря широким естуарієм поблизу мису Корвін, на північ від висот Гаваї; Наша, що тече з південних схилів Центральних гір й впадає в море на північ від бухти Роджерс. З південних схилів Центральних гір збирає води також субсеквентна річка Хижаків, її долина прориває гори Мінеєва й виходить на південне узбережжя на схід від бухти Давидова.
Найбільша річка півдня, Мамонтова, бере початок у Безименних горах й впадає до лагуни Предательської. Найбільша її ліва притока — струмок Кришталевий.
Західне плато дренує річка Неожиданна, що несе свої води на південь до лагуни Вайгач. На північ від плато широка долина річки Гусиної, що впадає до лагуни Східносибірського моря на заході, поблизу мису Флоренс.

#### Озера
Озера острова представлені переважно відокремленими опрісненими лагунами: Попова на південному узбережжі (найбільше озеро острова), Кмо та Комсомол — на західному. У густій озерно-болотній мережі північної тундри влітку окремо виділяються озера Гагаче та Заповідне.

### Ґрунти й рослинність
У північній частині болотно-тундрові, у південній — гірські кам'янисті ґрунти.
Низовинну частину острова вкриває тундрова тарв'янисто-мохова й лишайникова рослинність. На південних схилах гір у затишку ростуть повзучі кущики й трави. Інша частина острова являє собою голу кам'янисту полярну пустелю.

### Тваринний світ
З тварин водяться песці, білі ведмеді, лемінги, тюлені, моржі. Влітку на скелястих пташиних базарах і тундрових болотах багато птахів. В історичному минулому острів населяли невеликої статури мамути. У цьому рефугіумі вони дожили до часів будівництва єгипетських пірамід. Багаторічна мерзлота зберігає численні рештки цих ссавців. Можливо до їхнього винищення були причетні палеоескімоси, чию стоянку II тисячоліття до н. е. було знайдено археологами в урочищі Чортів яр.
Біомаса бентосной фауни в навколишніх водах досить висока як для арктичних вод, не поступається показникам Баренцевого моря, Обської губи Карського і становить більше 100 г/м².

### Охорона природи
Уся територія острова Врангель і острова Геральд оголошена заповідником, де у барлогах білі ведмеді народжують ведмежат, і перебуває під охороною.

## Історія
На острові здавна бували мисливці на морського звіра, про що свідчать залишки побутових предметів. Про існування острова російським першопроходцям Півночі було відомо ще з середини XVII сторіччя з розповідей місцевих жителів Чукотського Носа, проте на географічні карти він потрапив лише через 200 років. Уперше південний берег острова було досліджено російським мандрівником Іваном Львовим не пізніше 1707 року. Можливо це відкриття було нанесено на «Полярну карту» М. В. Ломоносовим під назвою «острів Сумнівний».
1764 року острів з відстані 20 верст спостерігав «геодезії сержант» Степан Андрєєв, який обстежив узбережжя на схід від Шелазького мису. Дані про острів були зібрані Гавриїлом Саричевим зі слів місцевих жителів. Острів шукала полярна експедиція Фердинанда Врангеля і Ф. Матюшкина 1820—1824 років. 1849 року британський капітан Генрі Келлетт у пошуках зниклої експедиції Д. Франкліна зміг промандрувати у відкритих від криги влітку водах Чукотського моря, відкрити 21 жовтня 1879 року острів Геральда й уперше дослідити острів Врангеля, а також підняти над ним прапор Великої Британії. Навесні 1880 року судно «Жанетт» американського полярного дослідника Томаса Лонга вмерзло в морський лід на північ від острова. Його експедицією було уперше досліджено північну частину острова. 1922 року Руал Амундсен на судні «Мод» здійснював свою арктичну подорож поблизу острова. 1924 року на острові діяла радянська експедиція Б. В. Давидова, а через 2 роки засновано полярну станцію й військову базу, пізніше відкрито школу.
Перша висадка на о. Врангеля, встановлення державного прапора США, картографування і вивчення природи — здійснено в 1881 році екіпажем американського судна «Корвін», під командуванням лейтенанта Роберта Беррі.
В 1911 році експедиція на судні «Вайгач» також піднесла на острові Врангеля свій прапор (Росії). У 1913 на острові вимушено перебував екіпаж шхуни «Карлук», під головуванням капітана Роберта Бартлетта: шхуну розчавило кригою на північ від о. Геральд, і вона затонула. В 1916 році царський уряд оголосив острів частиною території Російської імперії. В 1921-1922, і вимушено у 1923, на острові Врангеля таємно перебував канадсько-британський загін із складу арктичної експедиції В.Стеффансона, який мав на меті, за задумом В.Стеффансона, вибороти юрисдикцію Канади, і, одночасно, Британії, на цей привабливий острів, де російська присутність на той час була малопомітною. Із п'яти членів експедиції вижила лише ескімоска Ада Блекджек; інші, включаючи керівника загону Алана Кроуфорда, талановитого молодого вченого, трагічно загинули — від цинги і надскладних умов Арктики. У 1923 їм на зміну прибули декілька родин ескімосів на чолі із американцем. У 1924 році другий загін був депортований з острова командою канонерського човна «Красный Октябрь» під командуванням військового моряка-гідролога Б.Ф.Давидова, і тут вдруге був піднесений російський, вже радянський, прапор. Металевий символ цього державного прапора СРСР, в даний час, є пам'ятником історії та культури Магаданської області. Прапор встановлений у гирлі бухти Роджерса, на скелі Пролетарській. У цей же рік на острові фактично засновано російське поселення, яке розвивалось під керівництвом Г.Ушакова, і пізніше було назване на його честь — Ушаковське. У 1926 році ним була створена і полярна станція. Разом із Ушаковим на острів висадилися 59 людей, переважно ескімосів, які раніше проживали в селищах Провидіння і Чапліно на Чукотці. У міжвоєнний період на острові була здійснена повномасштабна топографічна зйомка, зафіксовано радянську приналежність цих арктичних земель.
1948 року на острів була завезена невелика група домашніх північних оленів, і організовано відділення оленярського радгоспу. 1953 року органи адміністративної влади приймають резолюцію про охорону лежбищ моржів на острові Врангеля, а в 1960 році за рішенням Магаданського облвиконкому був створений довготривалий заказник, перетворений в 1968 році у заповідник республіканського значення і далі у державний заповідник. Довгий час на о. Врангеля, м. Гаваї, працювала військова радіолокаційна станція, відвідування якої суворо регламентувалось. Із її закриттям наприкінці 1990-х років життя на острові завмерло: селище Зоряний (рос. Звездный) та Ушаковське припинили своє існування. Адміністрація заповідника «Острів Врангеля» була перевезена спочатку на Мис Шмідта, а потім у Певек. В останні роки експедиції працюють на острові, переважно, на комерційній основі. Острів знову став важкодоступним і малонаселеним, як у роки його історичного відкриття.

## Інфраструктура
В серпні 2014 року російське військове судно «Маршал Геловані» доставило на острів спорядження для першого на острові пункту базування. Ці дії викликали занепокоєння світових екологічних організацій.